# Académie du Faucigny
L'Académie du Faucigny est une société savante de la province du Faucigny, en Haute-Savoie, et dont le siège se trouvait à Bonneville. Elle siège désormais à La Roche-sur-Foron Elle a été fondée en 1938.

## Histoire
Fondée le 5 novembre 1938 à Bonneville, l’Académie du Faucigny est une association qui étudie les questions historiques, archéologiques et scientifiques intéressant la Savoie et, en particulier, l’ancienne province du Faucigny.
L'Académie du Faucigny favorise la sauvegarde, la connaissance et la mise en valeur du patrimoine ; elle recueille et conserve dans ses archives manuscrits et documents concernant l’histoire de l'ancien duché de Savoie (actuels départements de la Savoie et de la Haute-Savoie). En 2004, le siège de l’Académie a été transféré de Bonneville à La Roche-sur-Foron.
Cette société savante a reçu en don l’ensemble de la bibliothèque du Professeur Paul Guichonnet, ce qui représente environ 12 000 livres et documents, en cours d’inventaire pour une future consultation publique.
Par ailleurs, l'Académie du Faucigny est membre de l'Union des Sociétés Savantes de Savoie (fondée en 1970).

## Publications
- Mémoires et documents de l'Académie du Faucigny (Années 1939-1966 disponibles sur gallica.bnf.fr).
- La Savoie, ses relations avec Genève et la Suisse, Actes des journées d'étude à l'occasion du 150e anniversaire de l'Annexion de la Savoie à la France organisées à Genève, les 4 et 5 novembre 2010, (2011).
- La diplomatie sous l’œil de la caricature (1856-1861) (2011).

## Personnalités

### Présidents
- 2018 (en cours) : Juliette Châtel (1942-)[3]. Reçue en 2002 à l'Académie des sciences, belles-lettres et arts de Savoie, avec pour titre académique associé résidant[4] ;
- .... — 2018 : docteur Dominique Maye. Reçu en 2010 à l'Académie des sciences, belles-lettres et arts de Savoie, avec pour titre académique associé résidant[4]. Président d'honneur depuis 2018 ;
- .... — .... : Claude Castor (1936-2008)[5] ;
- 1951 — 1965[6] : Lucien Guy (1890-1975), agent général d'assurances et historien local[7].
- 1938 — 1951[6] : Charles Henri Perret (1880-1950[6]), avocat, Président d'honneur[8].

### Autres membres
- Paul Guichonnet (1920-2018), président d'honneur[9] ;